# Fabián Torres (cantante)
Fabián Torres (Orocovis, Puerto Rico, 23 de marzo de 1989) es un cantante puertorriqueño, ganador de la última edición de Objetivo Fama (una competencia por un contrato discográfico) transmitida por Univisión Puerto Rico solamente en su primera y última edición y en las próximas ediciones se le une Telefutura en los Estados Unidos. Tras 15 semanas de competencia, el estudiante de música Fabián Torres se coronó como el gran ganador de Objetivo Fama.
Fabián Torres decide participar en Objetivo Fama ya que a finales de 2008, se anunció que la sexta temporada de Objetivo Fama sería la última temporada. Se ha llamado Objetivo Fama: La Despedida. La animadora en esta última edición fue la cantante Giselle. El espectáculo contó con Roberto Sueiro, Hilda Ramos y el cantante Abraham como los jueces, este último en sustitución de Fernando Allende. Esta última temporada contó con sólo 18 concursantes, a diferencia de las primeras temporadas que contaba con 20 cada uno. Esta edición fue transmitida solo en Puerto Rico y por internet en los Estados Unidos el favorito del público y el gran ganador fue Fabián Torres sexto y último ganador de Objetivo Fama, y se anunció como ganador el Domingo, 17 de mayo de 2009, con 42.43 por ciento de los votos. 
La primera producción de Fabián Torres es llamada “Amor Que Mata”  salió a la venta el pasado 28 de septiembre de 2010 con el sello discográfico Sony Latin. Esta producción fue en el género de la salsa romántica cuyo sencillo fueron Amor que mata, Te va Doler y Dilema.  Fue sumamente solicitado en Colombia, Costa Rica, Ecuador y América del Sur contrario a su País que es Puerto Rico. 
Actualmente Fabián Torres se encuentra preparando su segunda producción de la mano de su ahora manejador y también artista puertorriqueño Joseph Fonseca y su disquera Farrah Music en colaboración con VeneMusic. En esta producción Fabián Torres seguirá en el género tropical pero esta vez Merengue. El título de esta nueva producción será Fabián Torres “Para Siempre”.  Su fecha de lanzamiento está pautada para el 6 de junio de 2014.  